# Wilhelm Wiesner
Wilhelm Wiesner (* 3. April 1868 in Thiemendorf; † 6. Mai 1934 in Hamburg) war ein deutscher Politiker und Bürgermeister von Bergedorf.

## Leben und Wirken
Der aus der Oberlausitz stammende Wiesner besuchte eine Dorfschule in seinem Geburtsort. Nach einer Ausbildung zum Tischler wurde er 1885 Mitglied des Deutschen Holzarbeiterverbands. Nach Jahren als Geselle auf Wanderschaft zog er nach Hamburg, wo er 1899 eine Stelle als Lagerhalter beim Konsum-, Bau- und Sparverein „Produktion“ annahm. In Bergedorf half er, Niederlassungen zur Verteilung der produzierten Waren aufzubauen. Außerdem engagierte er sich in der SPD. Als 1904 gewählter Distriktsführer erhielt er 1910 ein Mandat der Bürgervertretung in Bergedorf. Seitdem arbeitete er als hauptberuflicher Parteisekretär der SPD. Von 1914 bis 1927 vertrat er die Partei in der Hamburgischen Bürgerschaft.
Den größten Teil seiner Arbeitszeit widmete Wiesner Bergedorf. 1916 wurde er hier zum ehrenamtlichen Bürgervertreter gewählt. Ab 1918 erhielt er als Ratsmann im Magistrat eine Besoldung. Im Juni 1919 übernahm er kommissarisch das Bürgermeisteramt. Im Oktober desselben Jahres wurde er durch Wahl im Amt bestätigt. Als Bürgermeister fungierte er bis 1931.
Während Wiesners Amtszeit wurde Bergedorf grundlegend modernisiert. Im Bereich der Sozialarbeit entstanden Anfang der 1920er Jahre die Erwerbslosenfürsorge sowie 1927 ein modernes Altenheim, das zuvor ein Massenquartier gewesen war. Von 1929 bis 1932 richtete der Bürgermeister Notstandsprogramme ein, die die Zahl der Arbeitslosen reduzieren sollten. Wiesner setzte sich insbesondere für den Bau neuer Wohnungen und öffentlicher Gebäude ein. Von 1923 bis entstanden mehr als 500 städtische oder von der Stadt geförderte Wohnungen; die Altstadt wurde umfassend saniert. Wiesner erwarb trotz deutlichen Widerspruchs bürgerlicher Abgeordneter die Messtorff'sche Villa, die von 1925 bis 1927 zum ersten Rathaus Bergedorfs umgebaut wurde. 1926 entstand eine Polizeiwache, 1926/27 eine Feuerwache, um 1928 der Güterbahnhof und 1929 das Bille-Bad.
Nach der Machtübernahme durch die Nationalsozialisten sah sich Wiesner einer großen Verleumdungskampagne ausgesetzt. Er habe korrumpiert, sich bereichert und die Finanzen der Stadt ruiniert, so die neuen Machthaber. Die Bergedorfer Zeitung beschrieb in einer Serie die „Ära Wiesner“. Darin stellte sie den Lebensstil des ehemaligen Bürgermeisters falsch dar und unterstellte ihm vermeintliche Misswirtschaft. Nach dem Tod im Mai 1934 untersagten die Nationalsozialisten eine Trauerfeier, die aus ihrer Sicht zu einer politischen Kundgebung sozialdemokratischer gesinnter Personen hätte werden können.
Seit 1960 ist der Wiesnerring in Bergedorf nach dem ehemaligen Bürgermeister benannt.